# Anthaxia bicolorata
Anthaxia bicolorata es una especie de escarabajo del género Anthaxia, familia Buprestidae. Fue descrita científicamente por Bílý & Svoboda en 2001.